# 16239 Dower
16239 Dower è un asteroide della fascia principale. Scoperto nel 2000, presenta un'orbita caratterizzata da un semiasse maggiore pari a 2,5455418 UA e da un'eccentricità di 0,2337496, inclinata di 3,27833° rispetto all'eclittica.